# 今川範高
今川 範高（いまがわ のりたか）は、江戸時代前期の高家旗本。今川家16代当主。

## 生涯
高家品川伊氏の長男として生まれる。元禄12年（1699年）、今川氏睦の末期養子となり、6歳で家督を相続して表高家衆に列した。宝永元年（1704年）12月11日、将軍徳川綱吉に御目見する。宝永7年（1710年）12月1日、高家畠山義寧の次女と婚姻する。
正徳2年（1712年）2月15日死去、享年19。
男子はなく、弟の範主を末期養子に迎えた。長男・次男と宗家に送り出した品川家は、三男範増の夭折により一時断絶することになる。